# 門司港懷舊

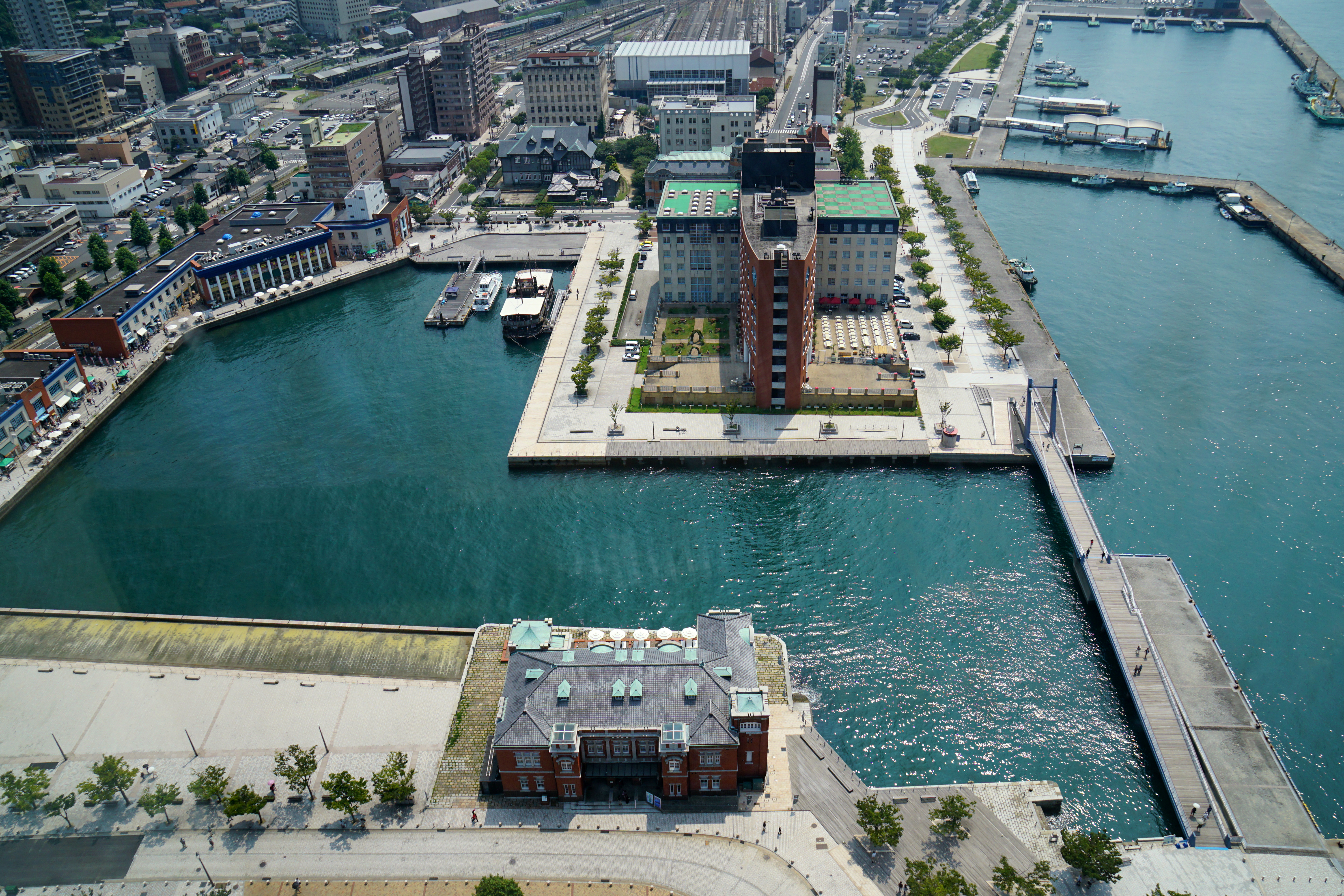
門司港懷舊

門司港懷舊（日语：門司港レトロ）是一個位於日本福岡縣北九州市門司區的觀光景點，以門司港車站附近地區許多興建於20世紀初的西式建築為中心，此區域的旅館、商業設施亦隨之配合以該時期懷舊風格為主題。此區域被日本國土交通省選入都市景觀100選。
門司港懷舊也經常和位於關門海峽對岸下關市的唐戶地區、巖流島共同規劃旅遊路線，吸引眾多遊客到訪。
此區域於1988年開始進行規劃整理，1995年3月正式對外開放，在2003年對岸的巖流島因NHK大河劇武藏MUSASHI的播映，為此地帶來了255萬人次的旅客，在2007年時有220萬人參觀。

## 門司港懷舊區域內的建築
歷史建築
- 門司港車站：建於1914年，現為國家重要文化財。
- 九州鐵道紀念館：建於1891年，過去原為九州鐵道總公司所使用。
- 北九州市舊大阪商船：建於1917年，過去原為商船三井之前身大阪商船的門司支店，現為九州市政府財產，並登記為國家有形文化財。
- 北九州市舊門司三井俱樂部：建於1921年，於1991年自門司區谷町地區遷移至現址，現為九州市政府財產，並登記為國家重要文化財。
- 門司區公所：建於1930年，現登記為國家有形文化財。
- 北九州市舊門司稅關：建於1912年，於現地修復後重建，現為九州市政府財產。
- 舊三井物産門司支店（日语：旧三井物産門司支店）：建於1937年，過去原為九州旅客鐵道北九州本社所在地，現為九州市政府財產。
- 門司電氣通信懷舊館（日语：門司電気通信レトロ館）：建於1924年，由山田守（日语：山田守）所設計，現為西日本電信電話（日语：西日本電信電話）門司営業所所使用。
- 門司郵船大樓：建於1927年，過去原為日本郵船門司支店。
- 舊岩田屋酒店：建於1922年，為木造2層建住商混用建築，現被列為北九州市指定文化財。

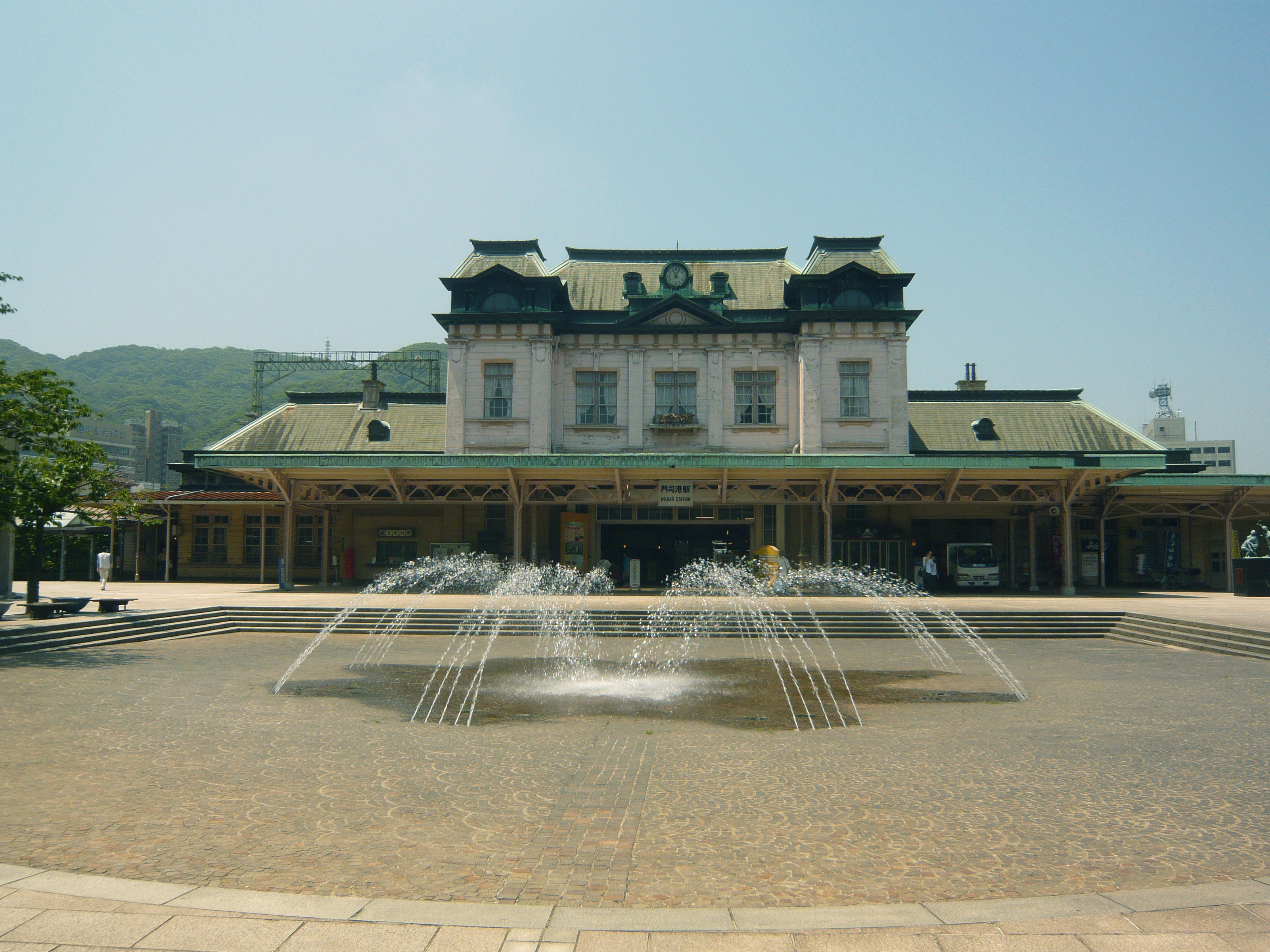
門司港車站
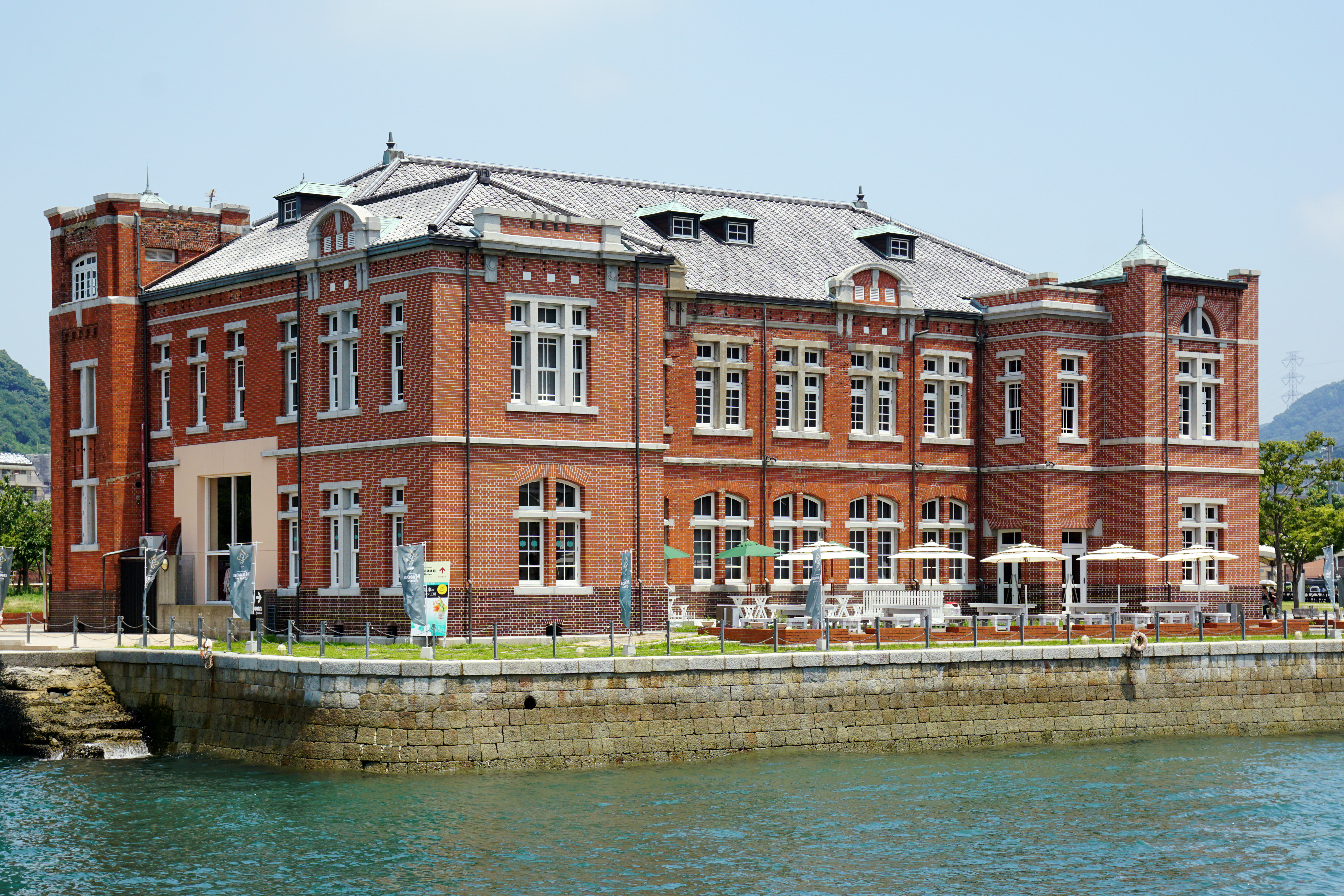
舊門司税關
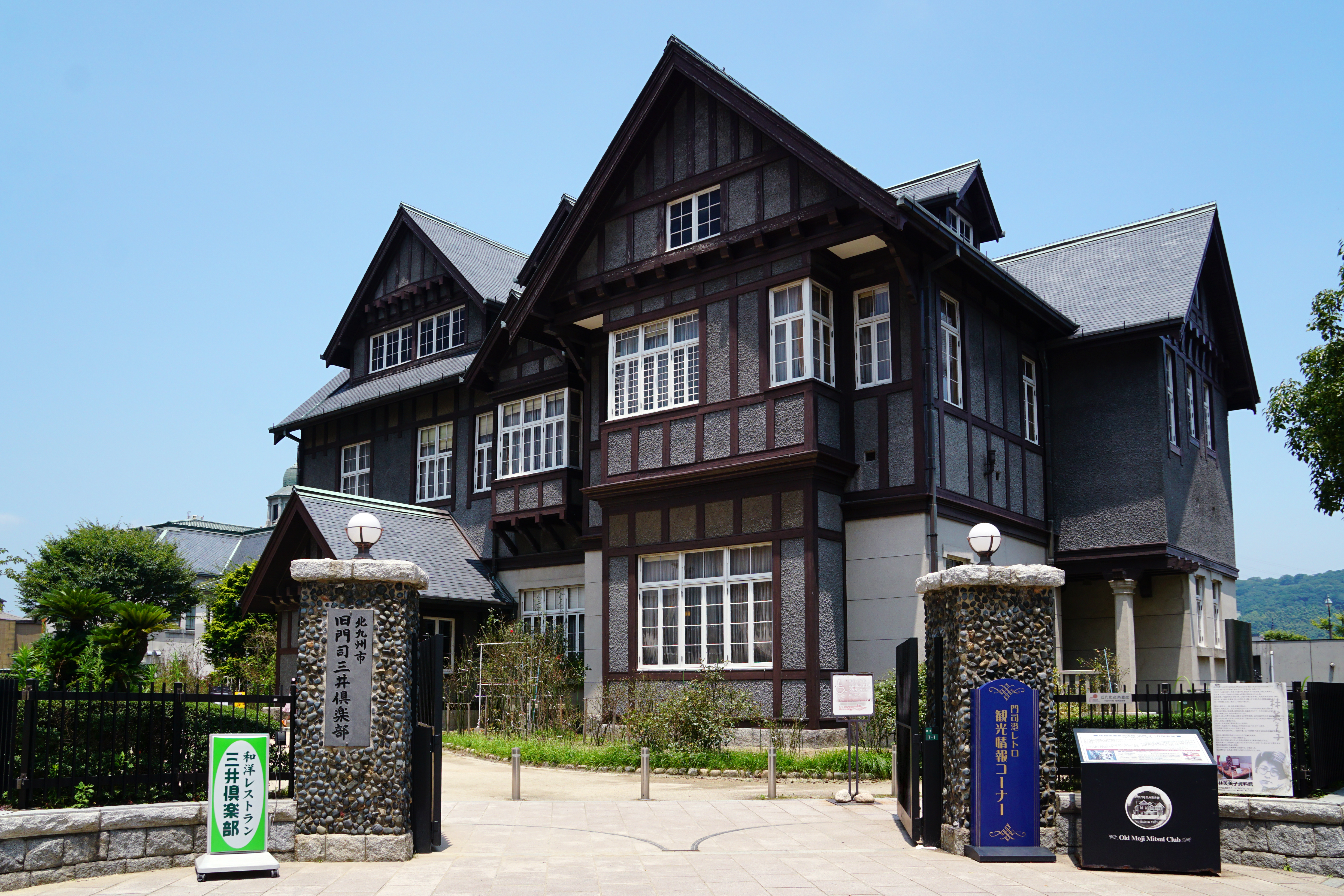
舊門司三井倶樂部
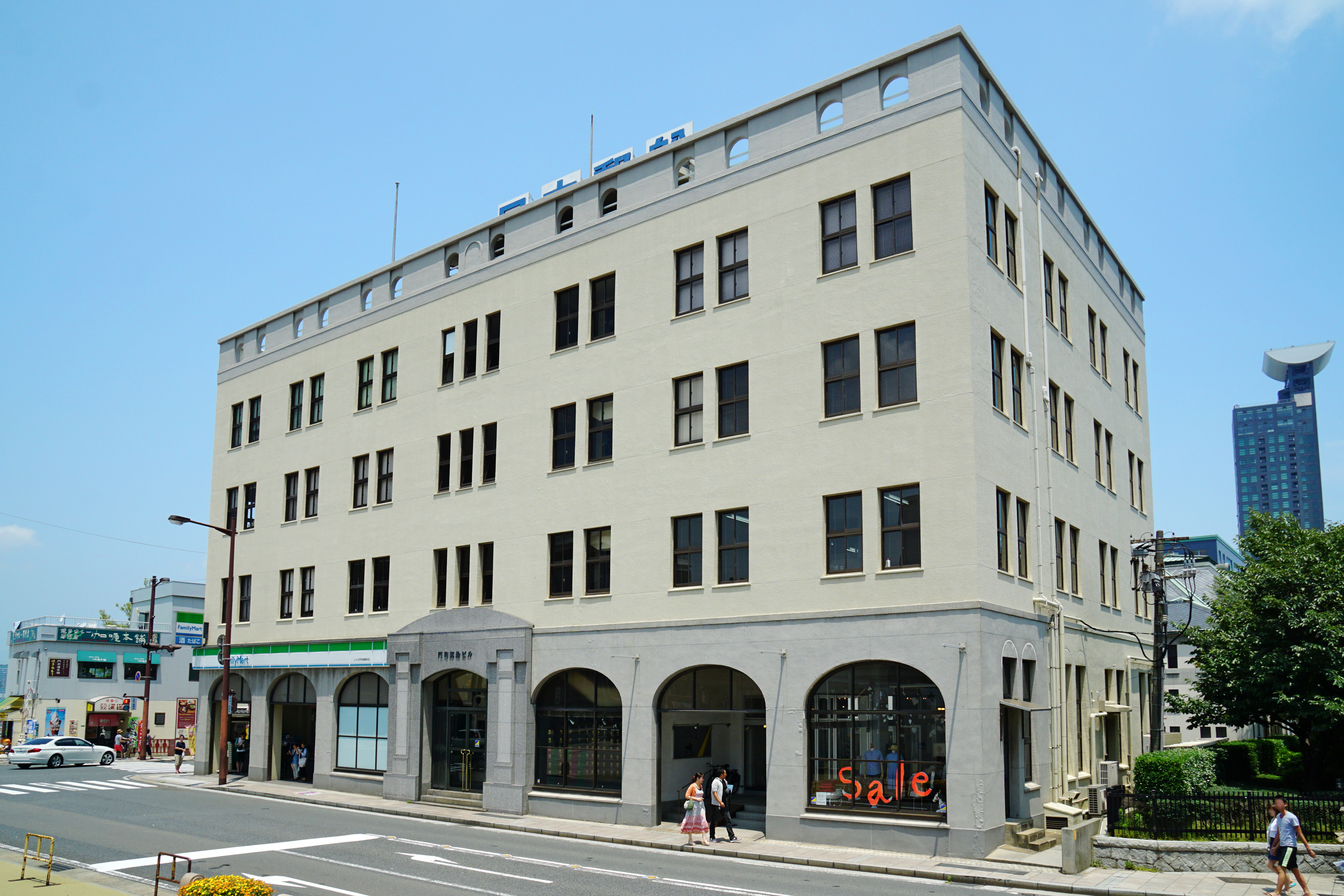
門司郵船大樓

新建建築
- 海峽廣場：建於1999年，為針對觀光客所設計的複合商業設施。
- 普樂美雅飯店 門司港：建於1998年，由阿尔多·罗西所設計。
- 港House：建於1998年，商店。
- 門司港レトロハイマート：建於1999年，公寓，最高樓層作為展望室使用。
- 海峡ドラマシップ：建於2003年。
- 北九州市立國際友好紀念圖書館：建於1995年，為北九州市的友好都市大連市的歷史建築的仿建。
- 藍翼橋：建於1993年。
- 出光美術館（門司）：2000年開始營業，利用出光兴产20世紀初興建的資材倉庫改建。

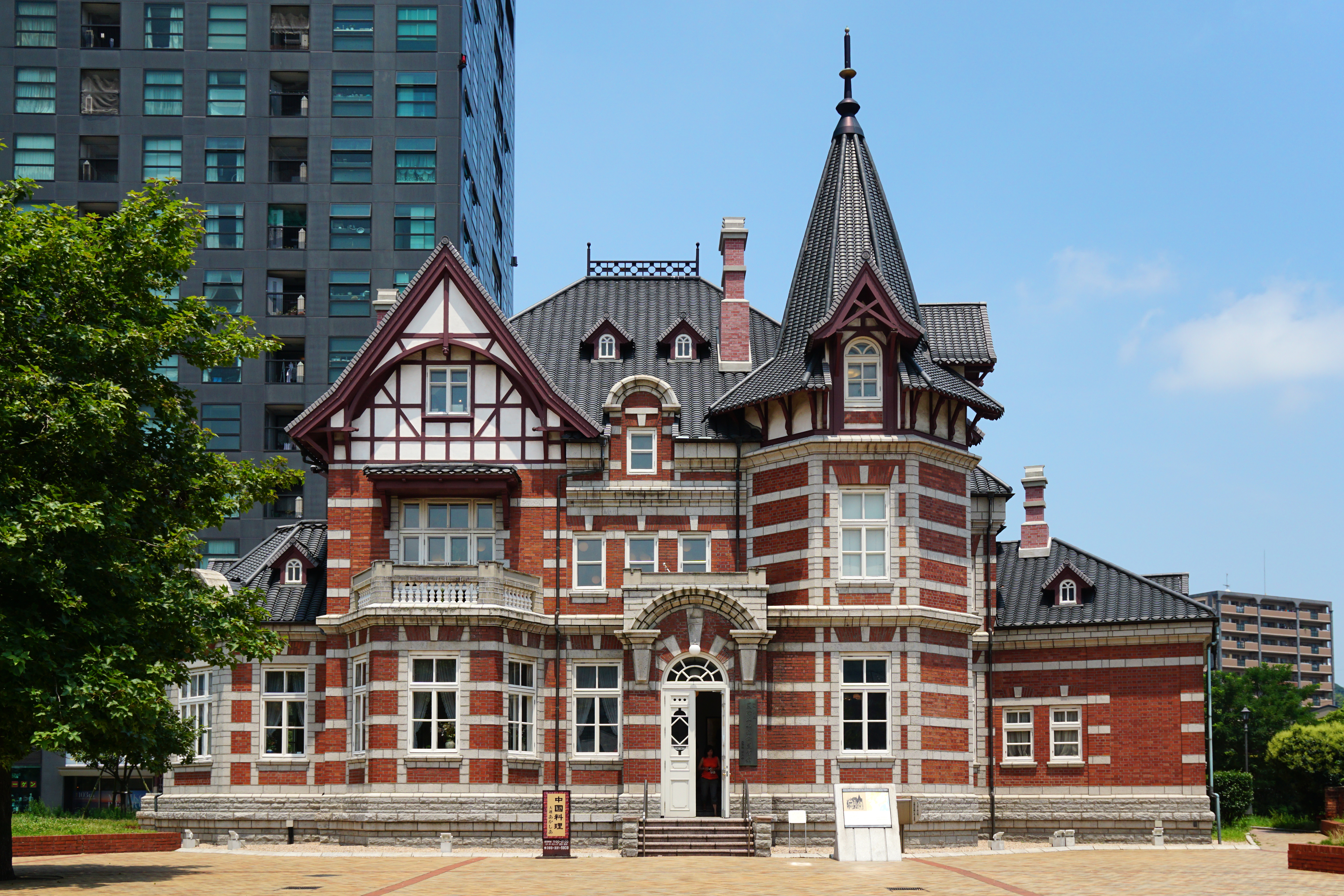
國際友好紀念圖書館
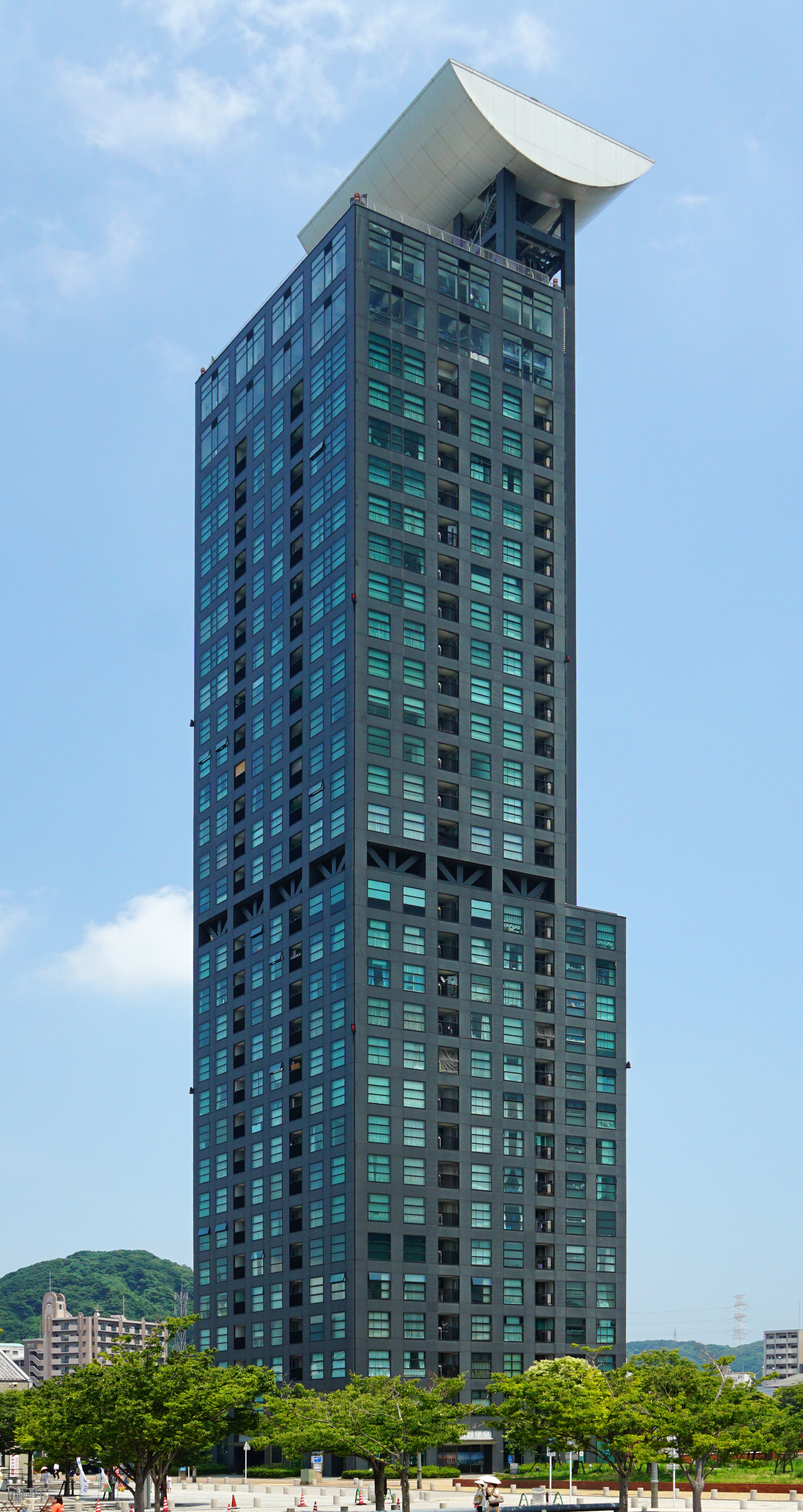
門司港懷舊ハイマート
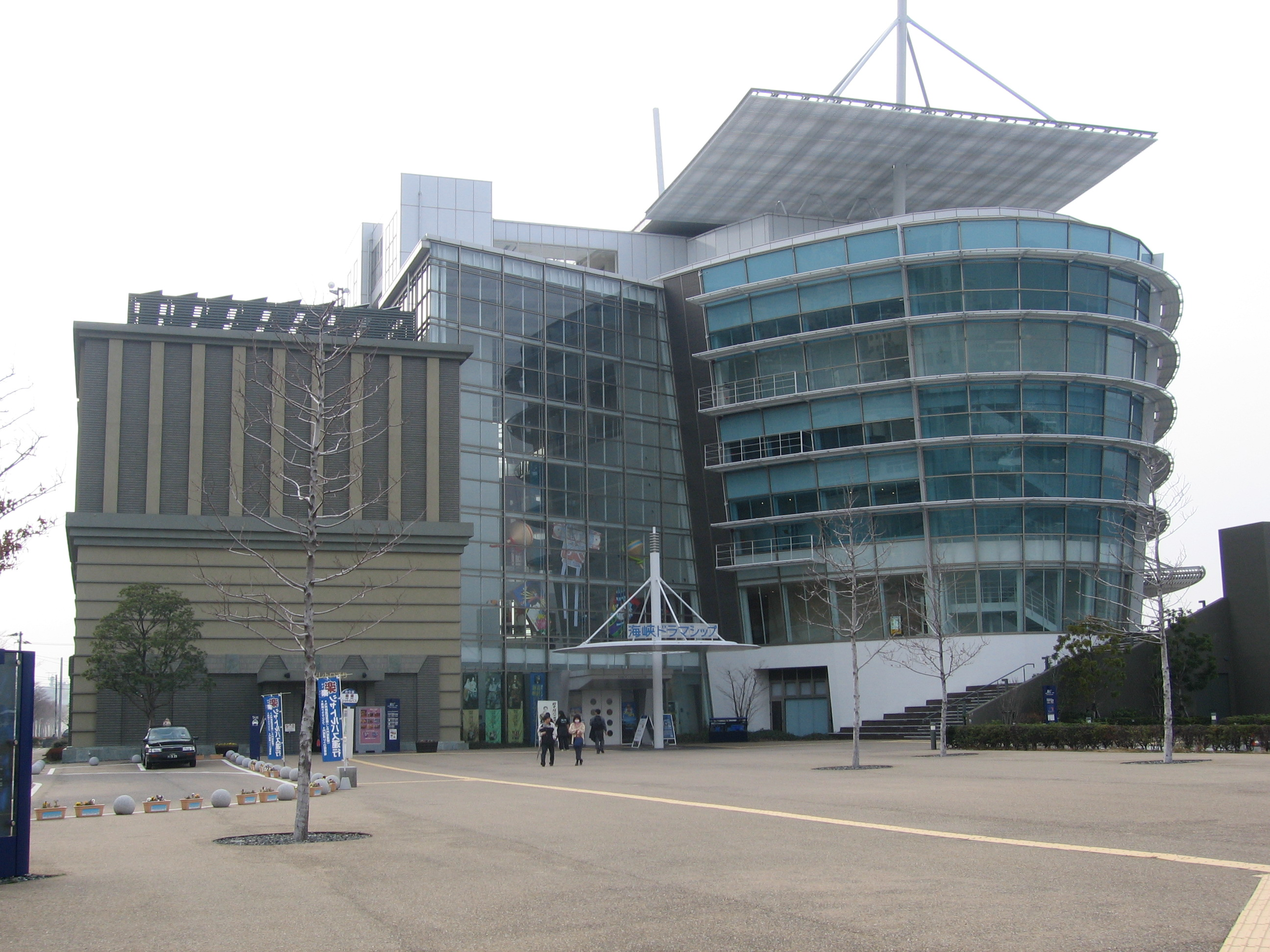
海峡ドラマシップ
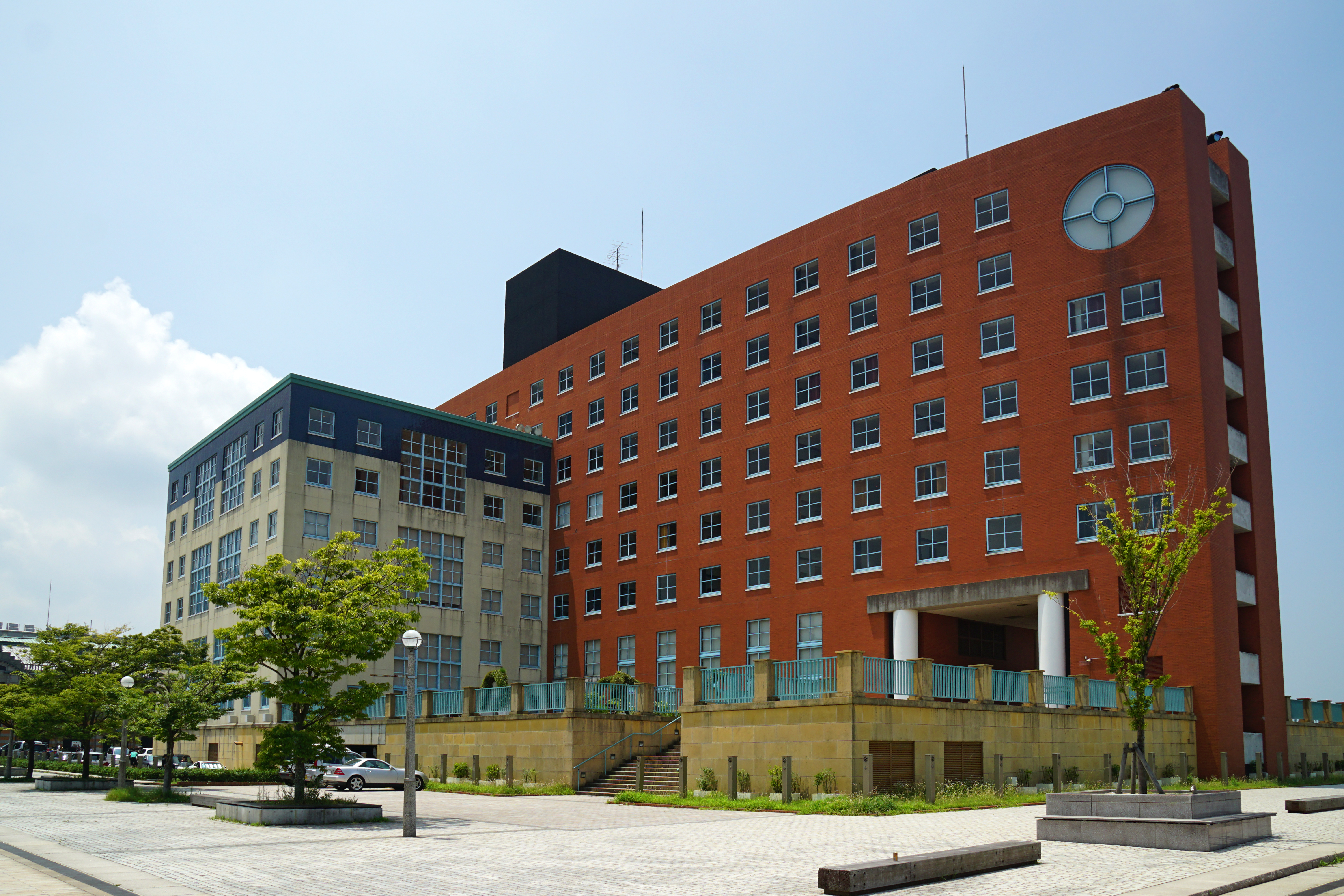
普樂美雅飯店門司港
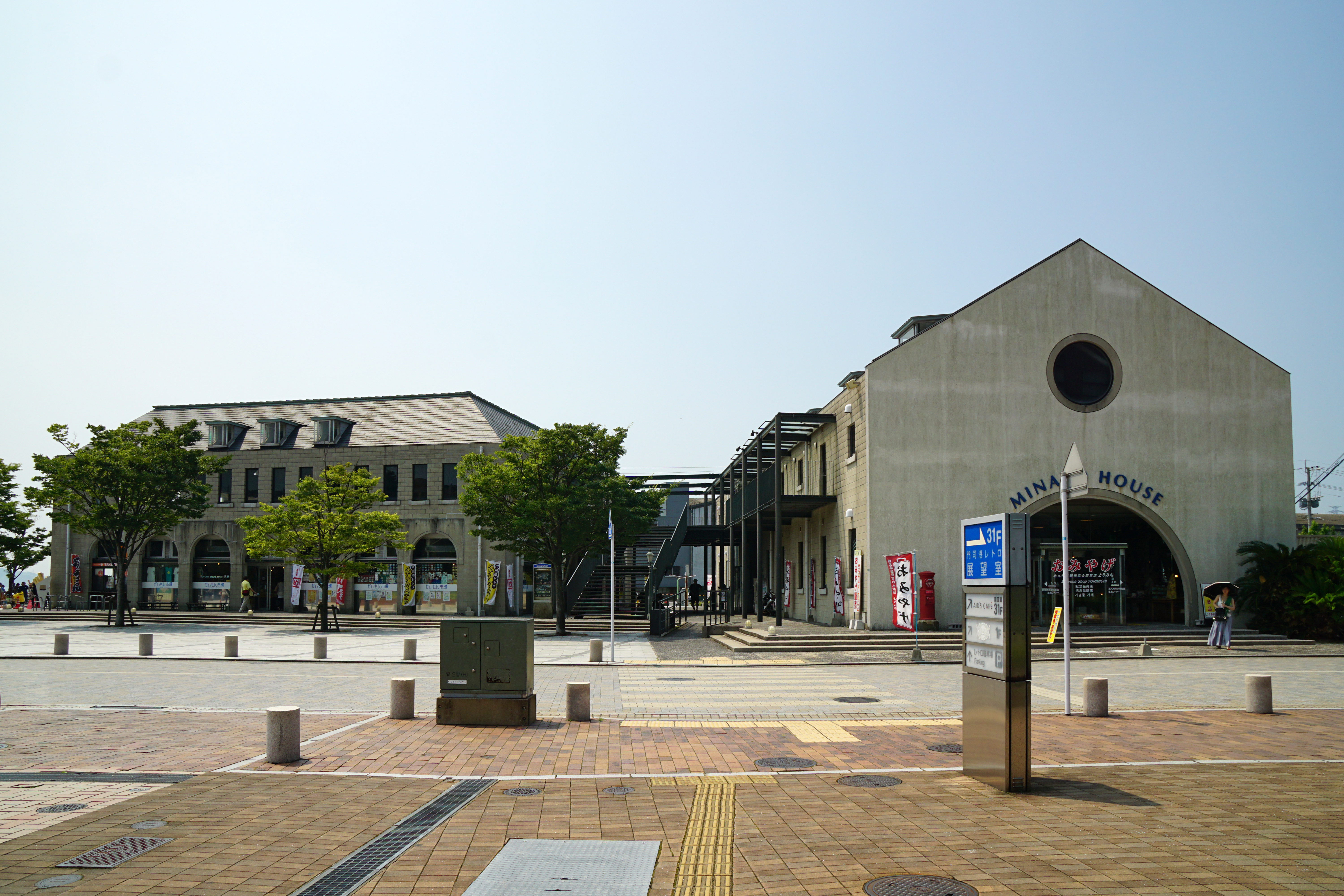
港House
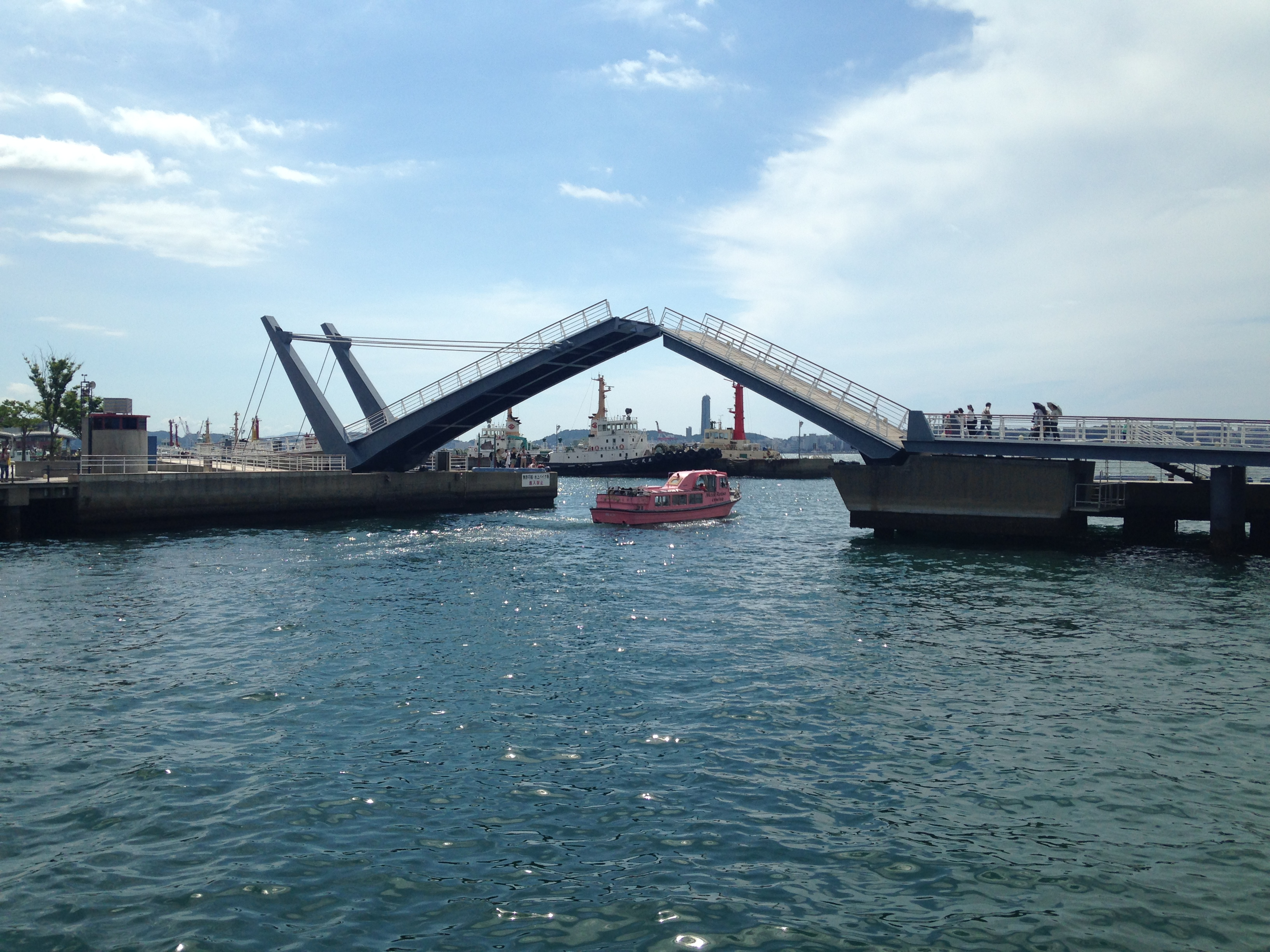
藍翼橋
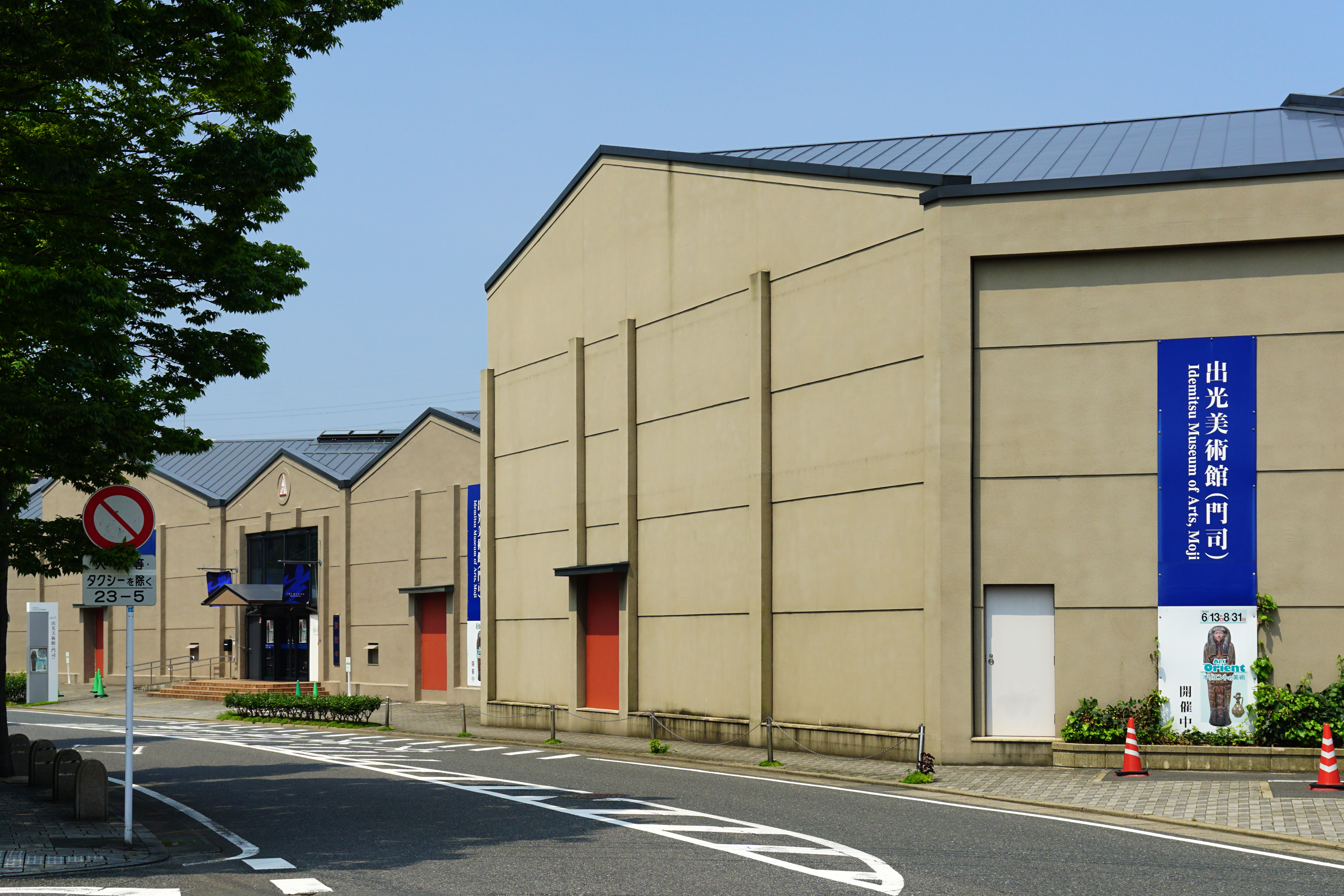
出光美術館（門司）

## 外部連結
- 門司港レトロ倶楽部
- 北九州市観光協会